# Хеллер, Эрик
Эрик Хеллер (Eric Johnson Heller; род. 10 января 1946, Вашингтон) — американский учёный, видный специалист в области теоретической химической физики.
Доктор философии (1973), профессор Гарварда (с 2003 года), член НАН США и Американского философского общества (2013).
Окончил Миннесотский университет (бакалавр химии, 1968).
Степень доктора философии по химической физике получил в Гарварде (1973), где ныне именной профессор (Abbott and James Lawrence Professor) химии. Член Американской академии искусств и наук (1994), фелло Американской ассоциации содействия развитию науки и Американского физического общества.
Отмечен American Chemical Society Award in Theoretical Chemistry (2005).
В 1973-75 гг. постдок Чикагского университета. С 1975 г. ассистент-, в 1981—1983 гг. профессор Калифорнийского университета в Лос-Анджелесе. В 1982-84 гг. учёный Лос-Аламосской национальной лаборатории. В 1984—1993 гг. профессор Вашингтонского университета. С 1993 года профессор Гарварда, с 2009 года именной.
Автор The Semiclassical Way to Dynamics and Spectroscopy.